# Czełewec
Czełewec (mac. Челевец) – wieś w południowej Macedonii Północnej, terytorialnie i administracyjnie należąca do gminy Demir Kapija. Według stanu na 2002 rok jej liczebność wynosiła 379 mieszkańców.

położenie wsi na mapie gminy

Według danych ze spisu powszechnego przeprowadzonego w 2002 roku, wieś Czełewec zamieszkiwało 52 osoby deklarujące następującą narodowość: 
- Turcy – 52 (100%)